# Велерсберг (Пенсилванија)
Велерсберг (енгл. Wellersburg) град је у америчкој савезној држави Пенсилванија.

## Демографија
По попису из 2010. године број становника је 181, што је 5 (2,8%) становника више него 2000. године.
| Група             | 2000.       | 2010.       |
| Белци             | 174 (98,9%) | 178 (98,3%) |
| Афроамериканци    | 0 (0,0%)    | 1 (0,6%)    |
| Азијати           | 0 (0,0%)    | 1 (0,6%)    |
| Хиспаноамериканци | 0 (0,0%)    | 1 (0,6%)    |
| Укупно            | 176         | 181         |